# A (megayacht)
M/Y A är en megayacht tillverkad av Blohm + Voss i Kiel i Tyskland. Hon levererades 2008 till sin ägare Andrej Melnitjenko, en rysk oligark. A designades helt av den franska designern Philippe Starck. Megayachten är 119 meter lång och har en kapacitet för 14 passagerare fördelat på sju hytter. Den har en besättning på 42 besättningsmän.
Den kostade $300 miljoner att färdigställa.

## Bilder

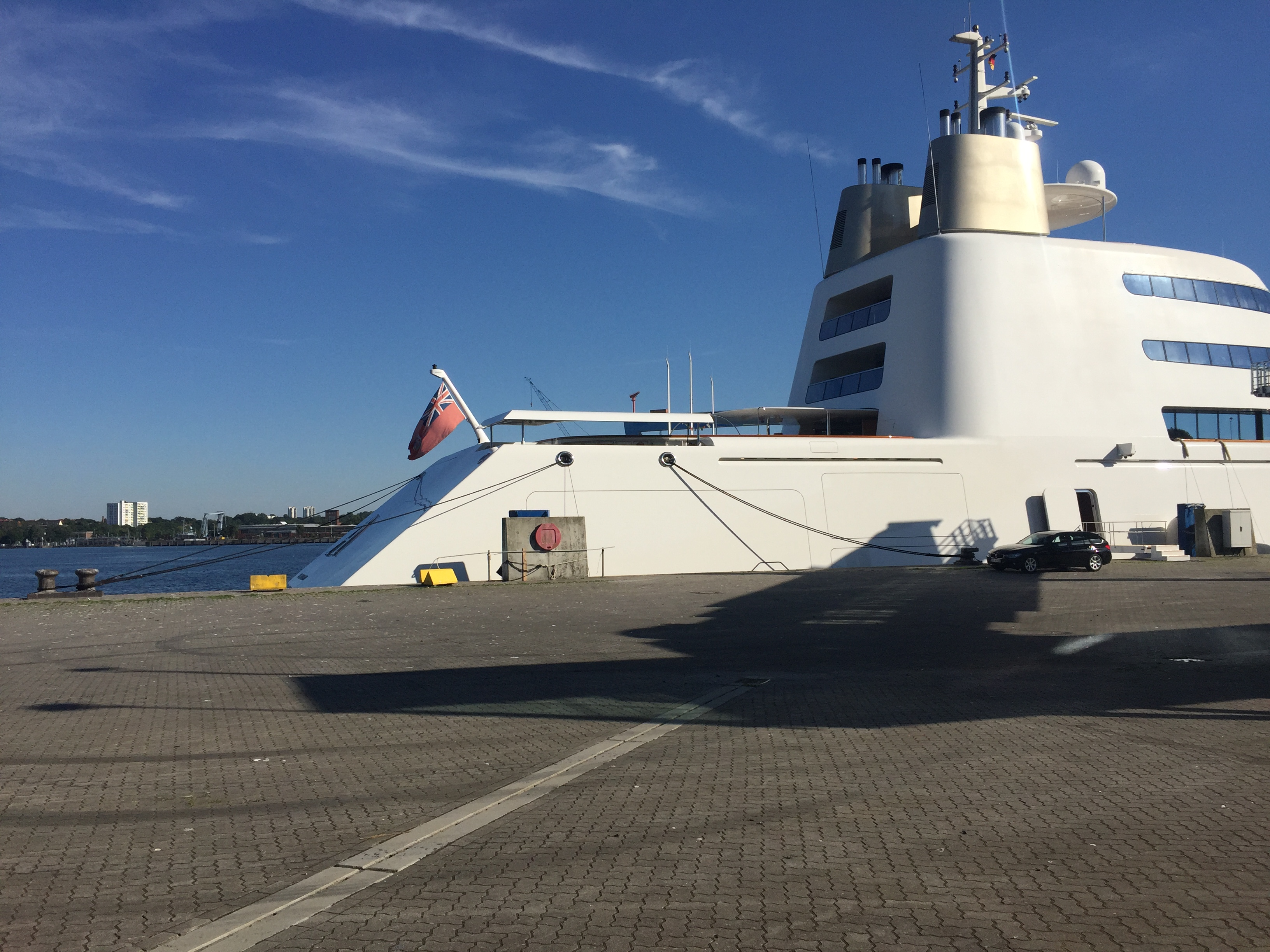
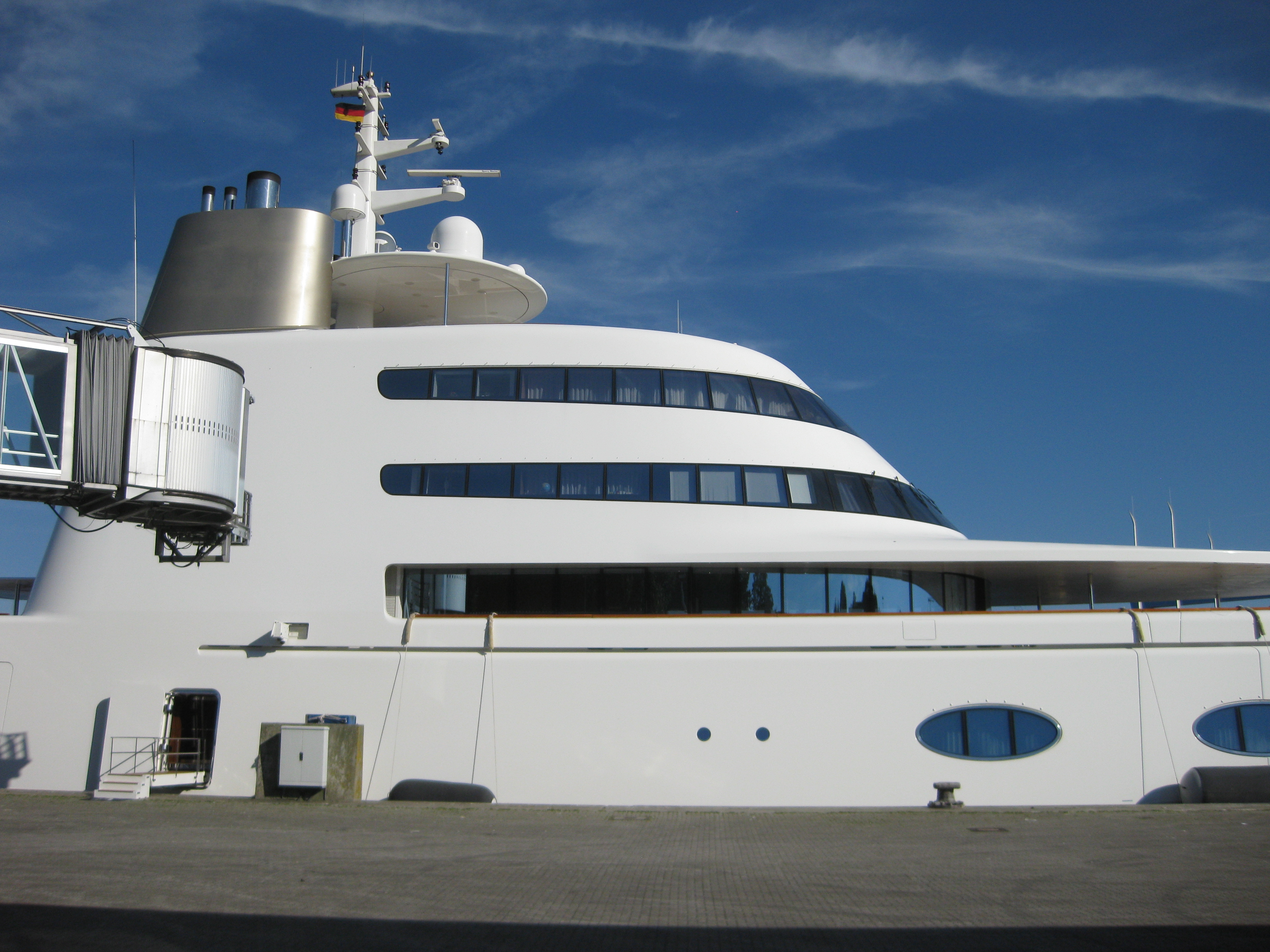
A i Kiel i Tyskland, 2016.
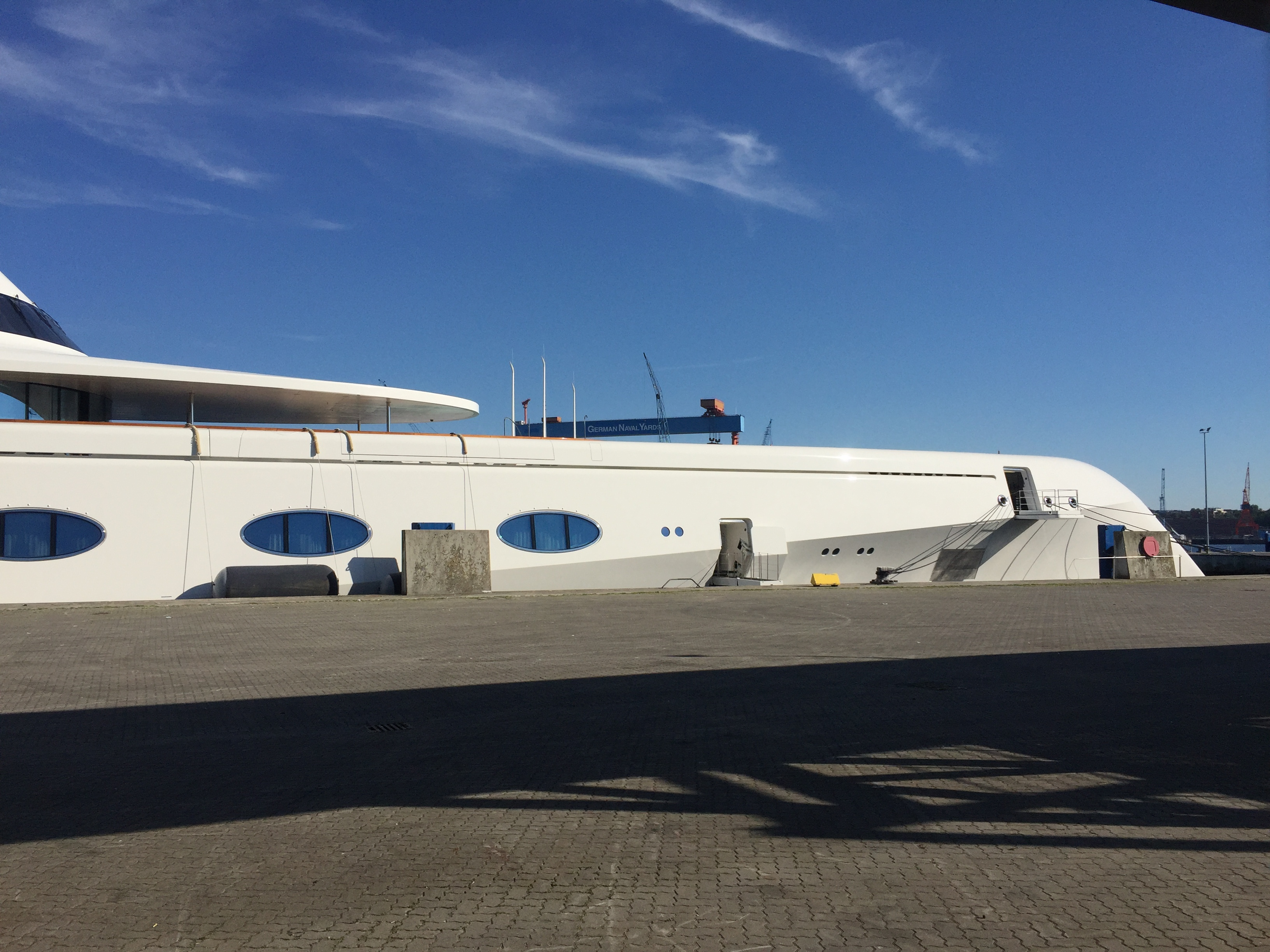